# 徐德亮
徐德亮（？—），原名徐亮，满族，相声演员，北京大学中文系古典文献专业1997级本科生。自幼跟随单弦前辈蔡芳、赵俊良诸先生学单弦，跟随京韵名家白奉霖先生学习少白派京韵大鼓，后跟随张文顺学习相声。1996年加入德云社，随后于2008年9月19日，在自己的博客中申明：“为了自己的生活，也为了王文林老先生多挣些钱”，宣布退出德云社。。但同时，此举也令师父张文顺对其极度不满，宣布将徐德亮破门除籍，收回他艺名中的“德”字。同时，张文顺还表示徐德亮和自己只是口头认定了师徒关系，并没有进行正式的“摆枝”仪式。
张文顺逝世后，徐德亮虽然和德云社以及郭德纲关系不睦，仍然出现在了德云社为张举办的追悼大会上，为恩师送最后一程。